# Winifred Westover
Winifred Westover, o Winnifred Westover (San Francisco, 9 novembre 1899 – Los Angeles, 19 marzo 1978), è stata un'attrice statunitense che lavorò a Hollywood all'epoca del muto.

## Biografia

### Vita privata
Il 7 dicembre 1921, si sposò con William S. Hart, famosa stella del cinema western. Il matrimonio, da cui nacque un bambino, durò solo tre mesi, finendo nel 1922 con una separazione; i due attori avrebbero poi divorziato nel 1927.

## Filmografia
- Intolerance, regia di David Wark Griffith (1916)
- The Microscope Mystery, regia di Paul Powell (1916)
- The Matrimaniac, regia di Paul Powell - cortometraggio (1916)
- Jim Bludso, regia di Tod Browning e Wilfred Lucas (1917)
- An Old Fashioned Young Man, regia di Lloyd Ingraham (1917)
- Cheerful Givers, regia di Paul Powell - cortometraggio (1917)
- Son of a Gun, regia di F. Richard Jones - cortometraggio (1918)
- Are Married Policemen Safe?, regia di F. Richard Jones - cortometraggio (1918)
- A Neighbor's Keyhole, regia di Henry Lehrman - cortometraggio (1918)
- Hobbs in a Hurry, regia di Henry King (1918)
- Jack marito d'occasione (All the World to Nothing), regia di Henry King (1918)
- Her Husband's Wife, regia di David Kirkland - cortometraggio (1918)
- Love, regia di Roscoe Arbuckle - cortometraggio (1919)
- This Hero Stuff, regia di Henry King  (1919)
- John Petticoats, regia di Lambert Hillyer (1919)
- Uomini segnati (Marked Men), regia di John Ford (1919)
- Forbidden Trails, regia di Scott R. Dunlap (1920)
- Old Lady 31, regia di John Ince (1920)
- Firebrand Trevison, regia di Thomas N. Heffron (1920)
- The Village Sleuth, regia di Jerome Storm (1920)
- Bodakungen, regia di Gustaf Molander (1920)
- Silkesstrumpan, regia di Lau Lauritzen (1921)
- Bucking the Tiger, regia di Henry Kolker (1921)
- Is Life Worth Living?, regia di Alan Crosland (1921)
- The Fighter, regia di Henry Kolker (1921)
- Anne of Little Smoky, regia di Edward Connor (1921)
- Love's Masquerade, regia di William P.S. Earle (1922)
- Lummox, regia di Herbert Brenon (1930)